# Forces armées gambiennes
L'armée nationale gambienne compte approximativement 5 000 hommes.

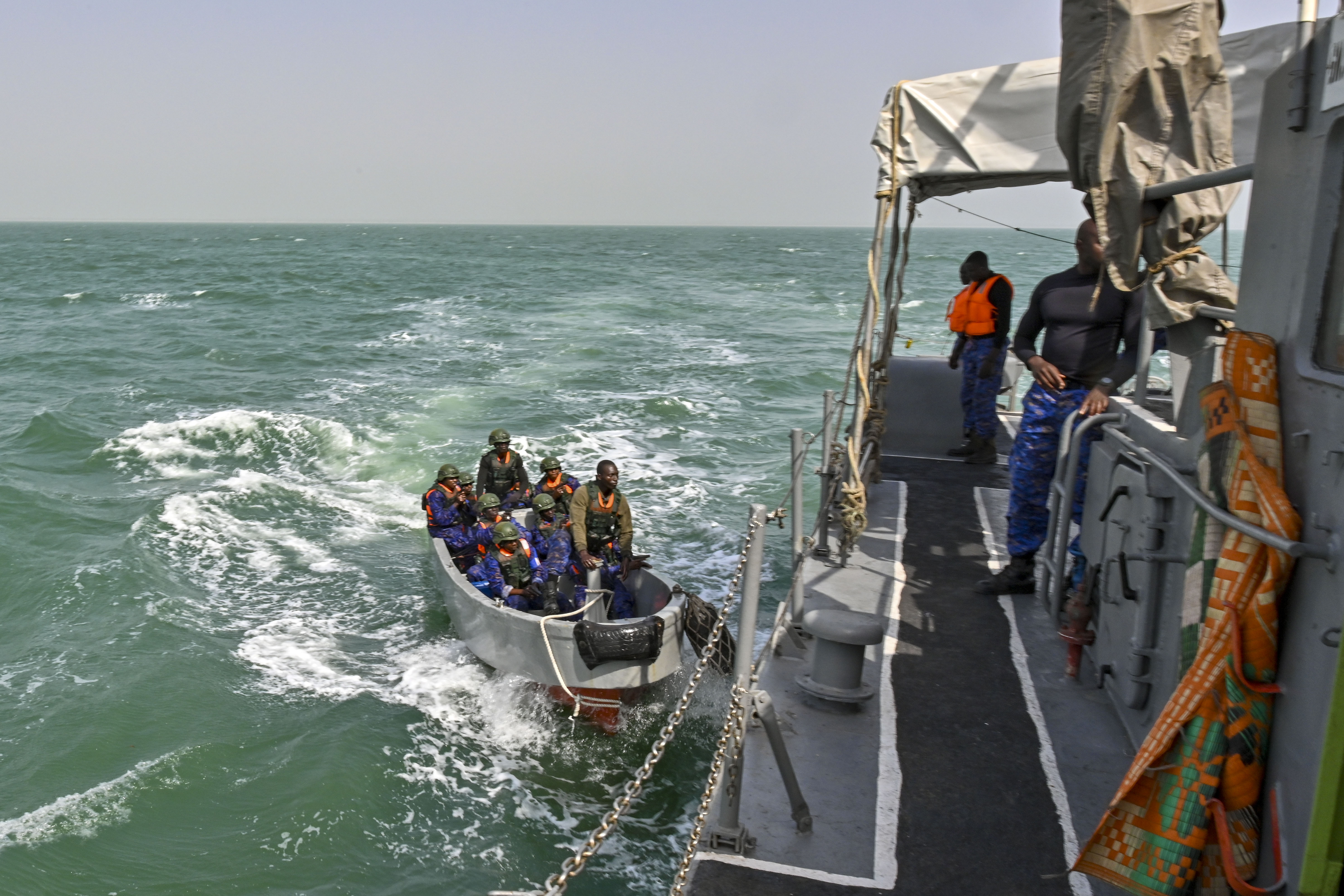
L'exercice naval Obangame Express 2019 avec une action de lutte contre le trafic de stupéfiants.

Elle est constituée de plusieurs bataillons d'infanterie, d'une garde nationale et d'une marine. Toutes ces composantes sont sous la direction du département d'État pour la défense (actuellement détenu par le président Yahya Jammeh). Avant le coup d'État de 1994 perpétré par le capitaine Jammeh, l'armée gambienne recevait l'assistance technique ainsi qu'une assistance pour l'entraînement des États-Unis, de la république populaire de Chine, du Nigeria et de la Turquie. Avec le retrait de majorité de ces aides, l'armée a reçu une assistance renouvelée de la Turquie, du Pakistan et de Taïwan ainsi qu'une assistance nouvelle de la Libye et d'autres États. Le Pakistan a envoyé une équipe de conseillers pendant près d'un an et demi composée d'un brigadier, d'un capitaine de la marine et d'un capitaine de l'armée.
Les membres de l'armée gambienne ont participé à la mission ECOMOG, la force africaine déployée lors de la guerre civile du Liberia commencée en 1990. Les responsabilités pour la sécurité interne et le respect de la loi sont assurées par les forces de police et de gendarmerie de la Gambie sous la direction de l'inspecteur général de la police et du ministre de l'intérieur.

## Branches de l'armée
- Armée (1 600 hommes);
- Police nationale;
- Garde nationale;

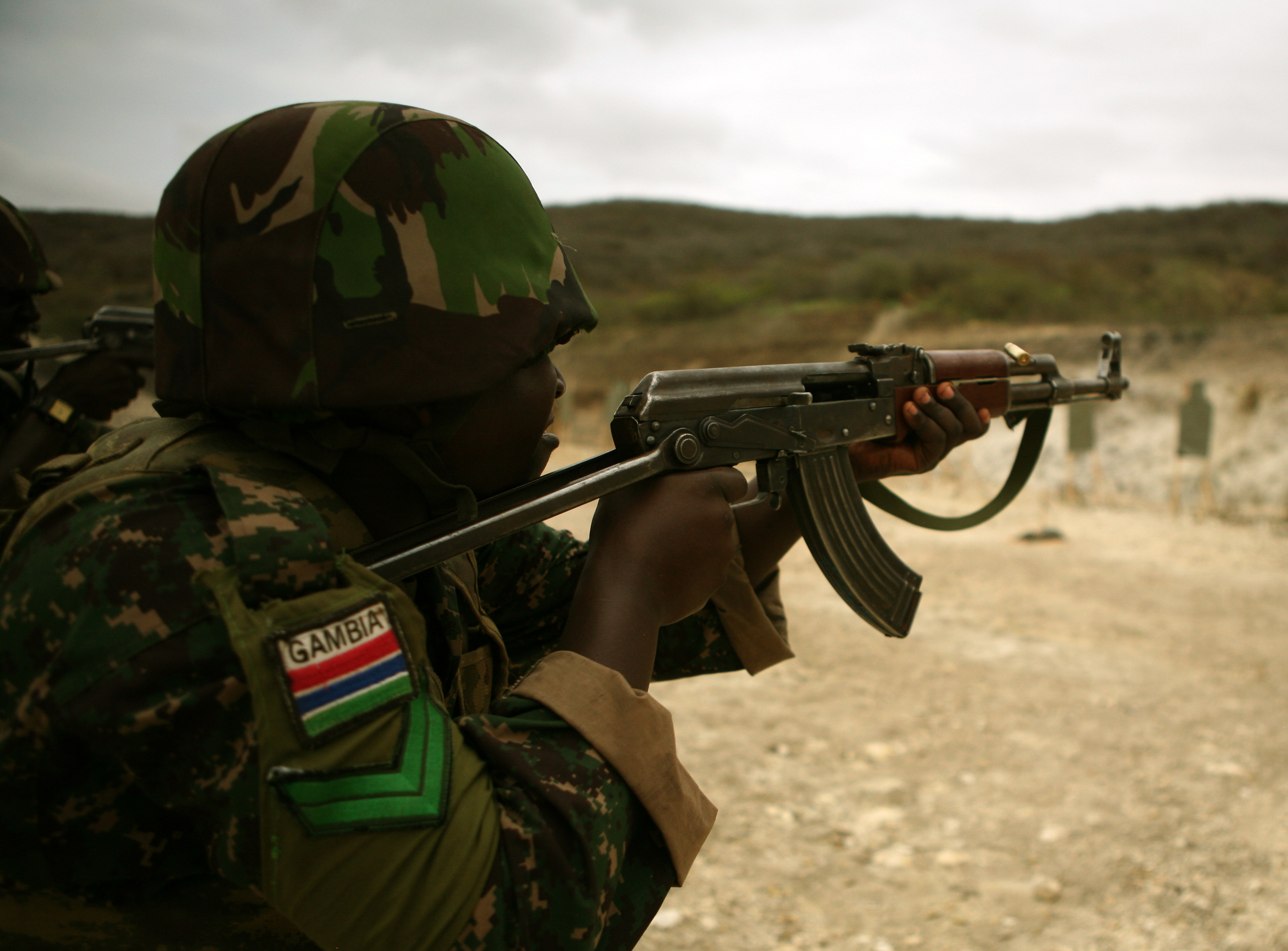
Soldat des [forces gambiennes armé d'un fusil Type 56-II chinois (avec crosse para, mais sans baïonnette pliante) à l’entraînement au camp militaire sénégalais de Thies, en juillet 2012.

- Marine (240 hommes) avec 4 navires d'attaque rapide, 2 aéroglisseurs et plusieurs petits navires basés à la base navale Jammeh dirigée par le contre-amiral Sarjo Fofana.

Toutes ces composantes sont sous la direction du chef d'état-major, le lieutenant-général Massaneh Kinteh qui succéda au lieutenant-général Lang Tombong Kamba après que celui-ci eut planifié un coup d'État en 2009. 

### Équipement de l'armée
Les soldats gambiens sont dotés principalement des armes légères suivantes :
- Mitraillettes Sterling MK-4 9x19 mm( Royaume-Uni) ;
- Fusils semi-automatiques FN-FAL (type 50-00)7,62x51 mm ( Belgique);
- Fusils d'assaut Kalashnikov 7,62 × 39 mm type AK-47 et AKM( Union soviétique ou Chicom 1956 ( Chine)
- Mitrailleuses polyvalentes FN MAG 7,62x51 mm ( Belgique);
- Lance-roquettes légers RPG-7V ( Union soviétique).

- 8xDaimler Ferret MK-I\I  Royaume-Uni

## Différents chiffres
Forces disponibles pour le service militaire:
- Hommes âgés de 16 à 49 ans: 402 073 ;
- Femmes âgées de 16 à 49 ans: 406 100.

Forces aptes au service militaire:
- Hommes âgés de 16 à 49 ans: 238 006 ;
- Femmes âgées de 16 à 49 ans: 248 065.

Dépenses militaires : 0,9 % du PIB en 2009.

## Déploiements internationaux
À la date du 21 octobre 2011, l'armée gambienne est déployée au sein des missions suivantes :
- Soudan : 196 militaires (et 145 policiers) au sein de la MINUAD au Darfour ;
- Liberia : 2 observateurs militaires au sein de la MINUL (21 policiers y sont aussi déployés) ;
- Côte d'Ivoire : 3 observateurs militaires au sein de l'ONUCI.